# Гелен Паркхерст
Гелен Паркхерст (3 січня 1887—1 червня 1973) — американська вчителька, письменниця, лекторка, родоначальниця методу навчання Дальтон-план і засновниця школи Долтон.

## Життєпис
Народилася в містечку Дюранд (штат Вісконсин). 1907 року закінчила Коледж для вчителів штату Вісконсин, навчалась в університетах Рима та Мюнхена, а також у школі Марії Монтессорі. 1943 року здобула ступінь магістра в Єльському університеті.
|                   | На мою думку, бесіда вчителя з учнем на тему будь якого шкільного предмета впливає на нього набагато сильніше, ніж сказане на уроці. Ми часто слухаємо проповіді та лекції, які нас надихають. Але якщо нам пощастить порозмовляти про почуте з проповідником або лектором опісля, то результат стає набагато виразнішим і стійкішим. Але як часто діти вимушені слухати уроки, які нецікаві та марні!? І уроки, на яких їм нецікаво щось спитати? Якщо ми навчимося правильно комбінувати заняття в класі та індивідуальне навчання, то це принесе найкращі результати. Оригінальний текст (англ.) I am of the opinion that the influence of a teacher's conversation with an individual child on any ordinary academic subject is much more potent than what is said in a class lesson. Those of us who are older often hear sermons or lectures which inspire us, and if we are privileged to talk over points with the preacher or lecturer afterwards, the effect is much more emphatic and permanent. But how many class lessons have children to listen to which are boring and useless, and others where they are not sufficiently interested to ask a question? If we use class teaching and individual work in their proper places the best results will follow. |
| — Гелен Паркхерст | |

Померла в місті Нью Мілфорд (штат Коннектикут).